# Pete Sessions
Peter Anderson "Pete" Sessions, född 22 mars 1955 i Waco, Texas, är en amerikansk republikansk politiker. Han har ledamot av USA:s representanthus 1997–2019 och på nytt sedan 2021. Han är son till William S. Sessions som var FBI-chef 1987–1993.
Sessions avlade 1978 sin kandidatexamen vid Southwestern University. Han arbetade sedan i sexton år på telefonbolaget Southwestern Bell. Han efterträdde 1997 John Wiley Bryant som kongressledamot.
Enligt GovTrack under 2015-2017 röstnings bedömning, rankades Sessions som den mest konservativa medlemmen i representanthuset.
Från och med augusti 2017, röstade Sessions med sitt parti i 98,8 procent av rösterna och röstade i linje med president Trumps position i 97,5 procent av rösterna.
Sessions är metodist. Han och hustrun Juanita har två söner. 